# Finland op de Olympische Zomerspelen 2004
Finland nam deel aan de Olympische Zomerspelen 2004 in Athene, Griekenland. Voor het eerst in de geschiedenis wisten de Finnen geen goud te winnen tijdens de Zomerspelen. Finland doet sinds 1908 zonder onderbreking mee aan de Spelen.

## Medailleoverzicht
| Sport       | Olympiër             | Discipline               | Medaille |
| ----------- | -------------------- | ------------------------ | -------- |
| Schietsport | Marko Kemppainen     | skeet (m)                | Zilver   |
| Worstelen   | Marko Yli-Hannuksela | -74kg Grieks-Romeins (m) | Zilver   |

## Deelnemers en resultaten

### Atletiek
| Olympiër               | Onderdeel                | Resultaat | Prestatie                                                    |
| ---------------------- | ------------------------ | --------- | ------------------------------------------------------------ |
| Janne Holmén           | marathon (m)             | 22e       | 2:17.50                                                      |
| Jussi Utriainen        | marathon (m)             | DNF       | niet gefinisht                                               |
| Jani Lehtinen          | 50km snelwandelen (m)    | 28e       | 4:05.35                                                      |
| Oskari Frösén          | hoogspringen (m)         | 25e       | kwalificatie groep A: 13de met 2,20m                         |
| Matti Mononen          | polsstokhoogspringen (m) | 17e       | kwalificatie groep B: 9de met 5,65m                          |
| Vesa Rantanen          | polsstokhoogspringen (m) | 22e       | kwalificatie groep A: 11de met 5,50m                         |
| Tepa Reinikainen       | kogelstoten (m)          | 13e       | kwalificatie groep B: 7de met 19,74m                         |
| Ville Tiisanoja        | kogelstoten (m)          | 19e       | kwalificatie groep B: 10de met 19,50m                        |
| Esko Mikkola           | speerwerpen (m)          | 11e       | kwalificatie groep A: 3de met 83,64m finale: 11de met 79,43m |
| Matti Närhi            | speerwerpen (m)          | 10e       | kwalificatie groep A: 5de met 81,06m finale: 10de met 80,28m |
| Tero Pitkämäki         | speerwerpen (m)          | 8e        | kwalificatie groep B: 3de met 82,04m finale: 8ste met 83,01m |
| Olli-Pekka Karjalainen | kogelslingeren (m)       | 15e       | kwalificatie groep A: 7de met 76,11m                         |
| David Söderberg        | kogelslingeren (m)       | 22e       | kwalificatie groep B: 14de met 74,14m                        |
| Jani Lehtinen          | tienkamp (m)             | 16e       | 8006 punten                                                  |
|                        |                          |           |                                                              |
| Johanna Manninen       | 100m (v)                 | 35e       | serie 4: 5de in 11,45                                        |
| Johanna Manninen       | 200m (v)                 | 35e       | serie 6: 5de in 23,45                                        |
| Kirsi Mykkanen         | 400m (v)                 | 30e       | serie 2: 6de in 52,53                                        |
| Kirsi Valasti          | 5000m (v)                | 21e       | serie 2: 10de in 15.33,78                                    |
| Heli Koivula Kruger    | verspringen (v)          | 16e       | kwalificatie groep B: 6de met 6,50m                          |
| Heli Koivula Kruger    | hink-stap-springen (v)   | 23e       | kwalificatie groep B: 10de met 13,98m                        |
| Mikaela Ingberg        | speerwerpen (v)          | 13e       | kwalificatie groep B: 5de met 60,80m                         |
| Taina Kolkkala         | speerwerpen (v)          | 10e       | kwalificatie groep A: 7de met 61,16m finale: 10de met 60,72m |
| Paula Tarvainen        | speerwerpen (v)          | 28e       | kwalificatie groep A: 16de met 56,88m                        |
| Sini Pöyry             | kogelslingeren (v)       | 23e       | kwalificatie groep B: 12de met 66,05m                        |
| Tiia Hautala           | zevenkamp (v)            | DNF       | niet gefinisht                                               |

### Badminton
| Olympiër       | Onderdeel     | Resultaat | Prestatie                                         |
| -------------- | ------------- | --------- | ------------------------------------------------- |
| Kasperi Salo   | enkelspel (m) | 17e       | 1ste ronde: V van GER Joppien: 17-14, 7-15, 11-15 |
| Antti Viitikko | enkelspel (m) | 17e       | 1ste ronde: V van KOR Shon: 12-15, 3-15           |
|                |               |           |                                                   |
| Anu Weckström  | enkelspel (v) | 17e       | 1ste ronde: V van JPN Mori: 5-11, 4-11            |

### Boogschieten
| Olympiër   | Onderdeel       | Resultaat | Prestatie |
| ---------- | --------------- | --------- | --- |
| Mari Piuva | individueel (v) | 25e       | plaatsingsronde: 49ste met 615 punten 1ste ronde: W van TUR Nasaridze: 136-133 2de ronde: V van GBR Folkard: 151-156 |

### Kanovaren
| Olympiër        | Onderdeel    | Resultaat | Prestatie                                                                         |
| --------------- | ------------ | --------- | --------------------------------------------------------------------------------- |
| Kimmo Latvamaki | K-1 500m (m) | 13e       | serie 1: 5de in 1.40,645 halve finale 1: 6de in 1.40,753                          |
|                 |              |           |                                                                                   |
| Jenni Honkanen  | K-1 500m (v) | 8e        | serie 3: 4de in 1.55,244 halve finale 1: 2de in 1.53,050 finale: 8ste in 1.53,937 |

### Judo
| Olympiër                  | Onderdeel  | Resultaat | Prestatie                                                                                                 |
| ------------------------- | ---------- | --------- | --- |
| Timo Hannu Tapani Peltola | -100kg (m) | 13e       | 1ste ronde: W van DOM Vasquez de Jesus 2de ronde: V van BLR van Makarov herkansingen: V van KAZ Zhitkeyev |

### Schietsport
| Olympiër         | Onderdeel                  | Resultaat | Prestatie                                                                          |
| ---------------- | -------------------------- | --------- | ---------------------------------------------------------------------------------- |
| Juha Hirvi       | 10m luchtgeweer (m)        | 45e       | kwalificatie: 45ste met 580 punten (96-98-98-98-94-96)                             |
| Juha Hirvi       | 50m geweer 3 houdingen (m) | 15e       | kwalificatie: 15de met 1160 punten (396-378-386)                                   |
| Juha Hirvi       | 50m geweer liggend (m)     | 9e        | kwalificatie: 9de met 594 punten (98-100-99-98-100-99)                             |
| Marko Kemppainen | skeet (m)                  | Zilver    | kwalificatie: 1ste met 125 punten (25-25-25-25-25) (WR) finale: 2de met 149 punten |
| Petri Nummela    | trap (m)                   | 14e       | kwalificatie: 14de met 117 punten (25-24-24-25-19)                                 |
| Joonas Olkkonen  | dubbeltrap (m)             | 25e       | kwalificatie: 25ste met 118 punten (41-38-39)                                      |
|                  |                            |           |                                                                                    |
| Marjo Yli-Kiikka | 10m luchtgeweer (v)        | 22e       | kwalificatie: 22ste met 392 punten (98-99-98-87)                                   |
| Marjo Yli-Kiikka | 50m geweer 3 houdingen (v) | 20e       | kwalificatie: 20ste met 571 punten (196-191-184)                                   |
| Maarit Lepomaki  | skeet (v)                  | 9e        | kwalificatie: 9de met 67 punten (23-22-22)                                         |

### Schoonspringen
| Olympiër        | Onderdeel    | Resultaat | Prestatie                                                                 |
| --------------- | ------------ | --------- | ------------------------------------------------------------------------- |
| Joona Puhakka   | 3m plank (m) | 14e       | kwalificatie: 13de met 414,69 punten halve finale: 14de met 624,60 punten |
| Jukka Piekkanen | 3m plank (m) | 29e       | kwalificatie: 29ste met 359,22 punten                                     |

### Taekwondo
| Olympiër    | Onderdeel | Resultaat | Prestatie                          |
| ----------- | --------- | --------- | ---------------------------------- |
| Teemu Heino | +80kg (m) | 11e       | 1ste ronde V van VIE Van Hung: 5-8 |

### Tennis
| Olympiër        | Onderdeel     | Resultaat | Prestatie                                                               |
| --------------- | ------------- | --------- | ----------------------------------------------------------------------- |
| Jarkko Nieminen | enkelspel (m) | 17e       | 1ste ronde W van TPE Yen: 6-3, 6-3 2de ronde: V van BLR Mirni: 3-6, 4-6 |

### Worstelen
| Olympiër             | Onderdeel      | Resultaat      | Prestatie |
| Grieks-Romeins       | Grieks-Romeins | Grieks-Romeins | Grieks-Romeins |
| -------------------- | -------------- | -------------- | --- |
| Marko Yli-Hannuksela | -74kg (m)      | Zilver         | groep B: 1ste W van JPN Nagata: 3-0 W van KGZ Kobonov: 3-0 kwartfinale: W van CUB Azcuy: 3-1 halve finale: W van SUI Bucher: 3-0 finale: V van UZB Dokturishivili: 1-3 |
| Juha Ahokas          | -120kg (m)     | 17e            | groep B: 3de V van HUN Deák-Bárdos: 0-3 V van IRI arzi: 1-3 |

### Zeilen
| Olympiër                        | Onderdeel  | Resultaat | Prestatie                                          |
| ------------------------------- | ---------- | --------- | -------------------------------------------------- |
| Sari Multala                    | europe (v) | 5e        | 85 punten: (8-9-11-6-10-1-9-2-15-24-14)            |
|                                 |            |           |                                                    |
| Roope Suomalainen               | laser      | 19e       | 160 punten: (35-5-24-12-10-12-33-32-11-13-8)       |
| Thomas Johanson Jukka Piirainen | 49er       | 8e        | 111 punten: (14-7-2-9-8-6-9-7-5-6-9-13-14-12-15-4) |

### Zwemmen
| Olympiër                                             | Onderdeel             | Resultaat | Prestatie                                              |
| ---------------------------------------------------- | --------------------- | --------- | ------------------------------------------------------ |
| Jere Hård                                            | 50m vrije slag (m)    | 41e       | serie 7: 7de in 23,33                                  |
| Matti Rajakylä                                       | 100m vrije slag (m)   | 33e       | serie 5: 5de in 50,67                                  |
| Matti Mäki                                           | 100m rugslag (m)      | 36e       | serie 2: 5de in 57,57                                  |
| Matti Mäki                                           | 200m rugslag (m)      | 33e       | serie 1: 1ste in 2.06,29                               |
| Jarno Pihlava                                        | 100m schoolslag (m)   | 13e       | serie 7: 4de in 1.01,99 halve finale 2: 7de in 1.01,86 |
| Jarno Pihlava                                        | 200m schoolslag (m)   | DNS       | serie 3: niet gestart                                  |
| Jere Hård                                            | 100m vlinderslag (m)  | 28e       | serie 4: 1ste in 54,02                                 |
| Jani Sievinen                                        | 200m wisselslag (m)   | 20e       | serie 5: 3de in 2.02,79                                |
| Jani Sievinen Jarno Pihlava Jere Hård Matti Rajakylä | 4x100m wisselslag (m) | 11e       | serie 1: 5de in 3.41,64                                |
|                                                      |                       |           |                                                        |
| Matti Mäki                                           | 50m vrije slag (v)    | 24e       | serie 9: 8ste in 26,01                                 |
| Matti Mäki                                           | 100m vrije slag (v)   | 12e       | serie 6: 5de in 56,01 halve finale 2: 6de in 55,59     |
| Matti Mäki                                           | 100m rugslag (v)      | 36e       | serie 3: 8ste in 1.05,55                               |
| Eeva Saarinen                                        | 100m schoolslag (v)   | 23e       | serie 6: 7de in 1.11,39                                |
| Eeva Saarinen                                        | 200m schoolslag (v)   | 22e       | serie 1: 2de in 2.34,17                                |

Afghanistan · Albanië · Algerije · Amerikaanse Maagdeneilanden · Amerikaans-Samoa · Andorra · Angola · Antigua en Barbuda · Argentinië · Armenië · Aruba · Australië · Azerbeidzjan · Bahama's · Bahrein · Bangladesh · Barbados · België · Belize · Benin · Bermuda · Bhutan · Bolivia · Bosnië en Herzegovina · Botswana · Brazilië · Britse Maagdeneilanden · Brunei · Bulgarije · Burkina Faso · Burundi · Cambodja · Canada · Centraal-Afrikaanse Republiek · Chili · China · Chinees Taipei · Colombia · Comoren · Congo-Brazzaville · Congo-Kinshasa · Cookeilanden · Costa Rica · Cuba · Cyprus · Denemarken · Djibouti · Dominica · Dominicaanse Republiek · Duitsland · Ecuador · Egypte · El Salvador · Equatoriaal-Guinea · Eritrea · Estland · Ethiopië · Fiji · Filipijnen · Finland · Frankrijk · Gabon · Gambia · Georgië · Ghana · Grenada · Griekenland · Groot-Brittannië · Guam · Guatemala · Guinee · Guinee‑Bissau · Guyana · Haïti · Honduras · Hongarije · Hongkong · Ierland · IJsland · India · Indonesië · Irak · Iran · Israël · Italië · Ivoorkust · Jamaica · Japan · Jemen · Jordanië · Kaaimaneilanden · Kaapverdië · Kameroen · Kazachstan · Kenia · Kirgizië · Kiribati · Koeweit · Kroatië · Laos · Lesotho · Letland · Libanon · Liberia · Libië · Liechtenstein · Litouwen · Luxemburg · Macedonië · Madagaskar · Malawi · Malediven · Maleisië · Mali · Malta · Marokko · Mauritanië · Mauritius · Mexico · Micronesië · Moldavië · Monaco · Mongolië · Mozambique · Myanmar · Namibië · Nauru · Nederland · Nederlandse Antillen · Nepal · Nicaragua · Nieuw-Zeeland · Niger · Nigeria · Noord-Korea · Noorwegen · Oeganda · Oekraïne · Oezbekistan · Oman · Oostenrijk · Oost‑Timor · Pakistan · Palau · Palestina · Panama · Papoea-Nieuw-Guinea · Paraguay · Peru · Polen · Portugal · Puerto Rico · Qatar · Roemenië · Rusland · Rwanda · Saint Kitts en Nevis · Saint Lucia · Saint Vincent en Grenadines · Salomonseilanden · Samoa · San Marino · Sao Tomé en Principe · Saoedi-Arabië · Senegal · Servië en Montenegro · Seychellen · Sierra Leone · Singapore · Slovenië · Slowakije · Soedan · Somalië · Spanje · Sri Lanka · Suriname · Swaziland · Syrië · Tadzjikistan · Tanzania · Thailand · Togo · Tonga · Trinidad en Tobago · Tsjaad · Tsjechië · Tunesië · Turkije · Turkmenistan · Uruguay · Vanuatu · Venezuela · Verenigde Arabische Emiraten · Verenigde Staten · Vietnam · Wit-Rusland · Zambia · Zimbabwe · Zuid-Afrika · Zuid-Korea · Zweden · Zwitserland